# 王綸 (弘治丙辰進士)
王綸（1465年—1521年），字演之，陝西慶陽衛軍籍，西安府咸寧縣人，明朝政治人物，弘治丙辰進士，正德間官至江西參政。參與寧王之亂被誅。

## 生平
陝西鄉試第六十一名舉人，弘治九年（1496年）丙辰科三甲第一百九十三名進士。他經常同王守仁一起就思想、哲學上的有關問題研究、辯論，因此名氣很大，重於當世，有南王、北王之稱。官兵部主事，十八年（1505年）七月奉命往军前协同纪功，赞画都御史史琳军务。因阿附刘大夏觸忤刘瑾，正德二年（1507年）正月贬顺德府推官，并勒令致仕。
正德六年（1511年）正月起复原职，三月升四川按察司佥事，八年二月升副使，累官江西左參政。朱宸濠叛，王綸降，授兵部尚書，参赞军务。兵敗以大逆被判处凌遲。
靜海縣慶陽王綸撰正德二年碑碣石《西峰寺重修记》原在元蒙口村，后存县胜利公园。碑载（摘录，下同）：“由瀛州东北百八十里许，有邑名静海，屹然当南北之冲也。邑城西南地方三十里有元蒙口，旧有古刹西峰寺在焉，寺之建既兴寻复废。入国朝来，其废如故，茅茨得以蔓兴，土荆又得以滋其旁，僧迹亦少矣，顾其遗址，依然犹存。仗锡来典是教日：“兴遗而举废，吾侪之分也。”“乃募遐迩善款……爰市美材，召匠卜日以兴造，其功囗就大佛殿而化往矣，和疏请上赐额西峰寺。云弘治年间，主持僧人道教绪和尚修置香花佛像，而寺之森然。罗汉、观音、地藏一堂，建若伽蓝、祖师二殿。正德二载重建金刚殿。”

## 家族
曾祖父王敬；祖父王忠；父親王福，曾任知縣（河內尹）。母魏氏；繼母任氏。慈侍下。兄奉化縣縣丞王經。。